# Zygina viridis
Zygina viridis är en insektsart som beskrevs av Gerard 1972. Zygina viridis ingår i släktet Zygina och familjen dvärgstritar. Inga underarter finns listade i Catalogue of Life.